# 田中穂積 (情報工学者)
田中 穂積（たなか ほずみ、1941年10月2日 - 2009年7月27日）は、日本の情報工学者。知能情報学・計算言語学が専門。東京工業大学名誉教授。自然言語処理技術の基礎と応用に関する研究の草分け的存在。

## 略歴
- 1964年3月 - 東京工業大学工学部卒業
- 1966年3月 - 東京工業大学理工学研究科大学院修士課程修了
- 1966年4月 - 通商産業省工業技術院電気試験所（電子技術総合研究所）に入所（ - 1971年）
- 1971年 - スタンフォード大学在外研究員として滞在（ -1972年）
- 1983年10月 - 東京工業大学工学部情報工学科助教授（ - 1986年）
- 1986年3月 - 東京工業大学工学部教授（ - 2005年）、同大学大学院情報理工学研究科教授（ - 2005年）
- 2002年 - 人工知能学会会長（ - 2003年）
- 2005年 - 中京大学教授（ - 2009年）
- 2009年 - 北陸先端科学技術大学院大学教授（ - 2009年）
- 2009年7月27日 - 心筋梗塞のため死去[4]。

## 所属学会
- 情報処理学会
- 人工知能学会

## 著書
単著
- 『自然言語解析の基礎』（産業図書, 1989年）

監修
- 『自然言語処理－基礎と応用』（電子情報通信学会, 1999年）